# Salix sajanensis
Espèce
Classification phylogénétique
Salix sajanensis est une espèce de plantes à fleurs de la famille des Salicaceae. C'est un saule originaire d'Asie,,.

## Description
Salix sajanensis est un arbuste atteignant jusqu'à 4 mètres de haut. Ses rameaux sont bruns ou marron avec une un peu épaisse, tomenteuse quand ils sont jeunes, glabrescente, brillante. Les bourgeons sont de couleur marron, ovoïdes, d'abord tomenteux et gris. Les stipules sont lancéolés, caduques avec un pétiole de 7-10 mm, légèrement plus courts que les bourgeons, pileux. Le limbe est obovale-lancéolé, de 4-8 x 0,9-1,5 cm, plus large sur les jeunes pousses, abaxialement verdâtre, tomenteux, quand il est jeune et soyeux, adaxialement vert terne, sa  base est atténuée, avec une marge entière ou dentée indistinctement à distance, glandulaire, habituellement révoluté et un apex courtement acuminé. Les nervures sont visibles, brunes. Le chaton femelle, de 4-5 x 1 cm est peu pédonculé, il porte des bractées roussâtres. Il est de forme ovoïde, densément pubescent, gris, avec un apex aigu. La fleur femelle possède une glande oblongue. Sa stigmatisation est linéaire, presque aussi longue que le style. La capsule est oblongue ou oblongue-ovoïde, tomenteuse et grise. La floraison a lieu en juin pour une fructification en juillet.

## Répartition et habitat
L'espèce apprécie les bordures de bois, les bandes de sable ou des lieux graveleux. Elle pousse à une altitude approximative de 1 800 m, dans le Xinjiang (Burqin Xian), le Nord de la Mongolie, la Russie.